# Ercole de' Roberti

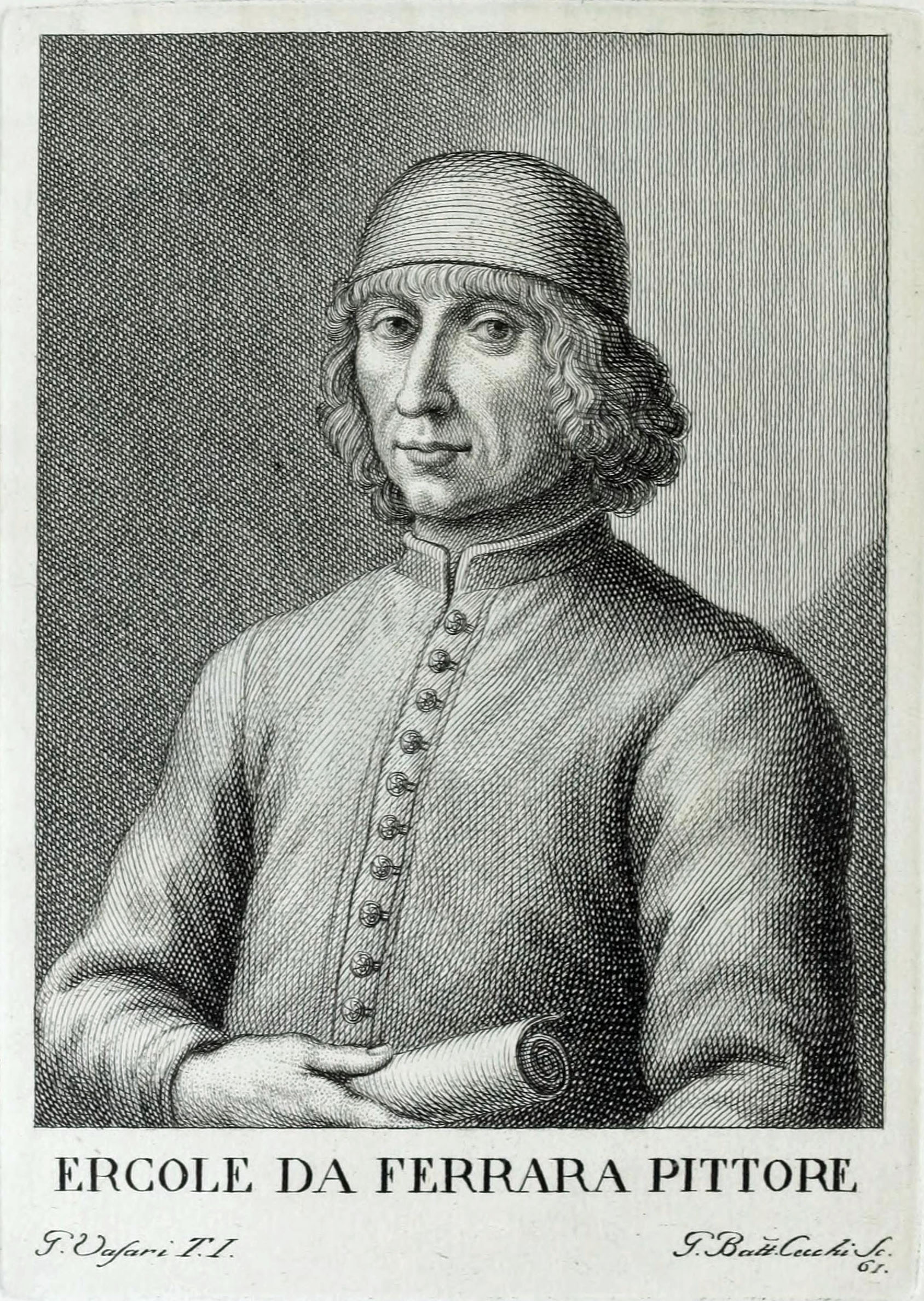
Ercole de' Roberti

Giovanni II Bentivoglio (c. 1480) op een schilderij in het National Gallery of Art, Washington, D.C.

Ercole de' Roberti (circa 1451 - 1496), ook bekend als Ercole Ferrarese of Ercole da Ferrara, was een Italiaans kunstenaar uit de vroege Renaissance. Hij behoorde tot de School van Ferrara en staat omschreven in Vasari’s Le Vite delle più eccellenti pittori, scultori, ed architettori.
Schilderijen van Ercole zijn zeldzaam daar hij maar kort leefde en veel van zijn werken in de loop der jaren zijn vernietigd of zoekgeraakt.

## Biografie
In 1473, toen hij ongeveer 22 jaar oud was, verliet Ercole Ferrara en ging hij werken in Bologna onder toezicht van Francesco del Cossa. Vasari noemt ook Lorenzo Costa als leermeester van Ercole, maar dit lijkt onwaarschijnlijk daar Lorenzo jonger was dan Ercole. Ercole werkte onder andere mee aan de fresco's van het Palazzo Schifanoia.
Ercole's eerste grote werk is zijn bijdrage aan de Griffonikapel van de Sint-Petroniusbasiliek in Bologna. In 1480 maakte Ercole een groot altaarwerk voor de Santa Maria in Porto, Ravenna.
Ercole de' Roberti volgde in 1486 Cosmè Tura op als hofkunstenaar voor de familie Este in Ferrara. Volgens Vasari had Ercole een grote liefde voor wijn en was hij vaak dronken. Dit heeft mogelijk bijgedragen aan zijn korte leven.

## Galerij

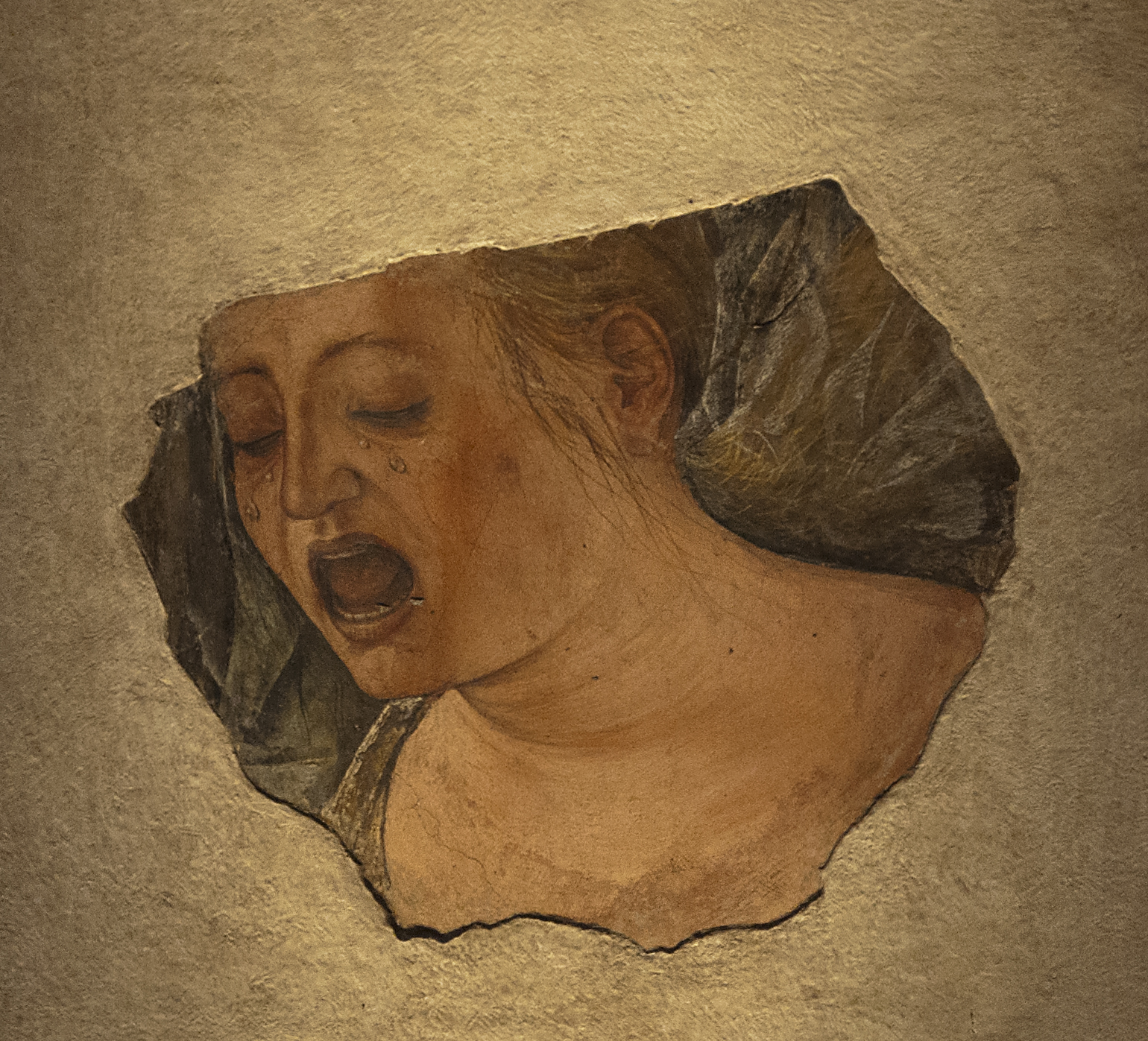
Wenende Maria Magdalena (deel van een fresco) in de Pinacoteca Nazionale di Bologna
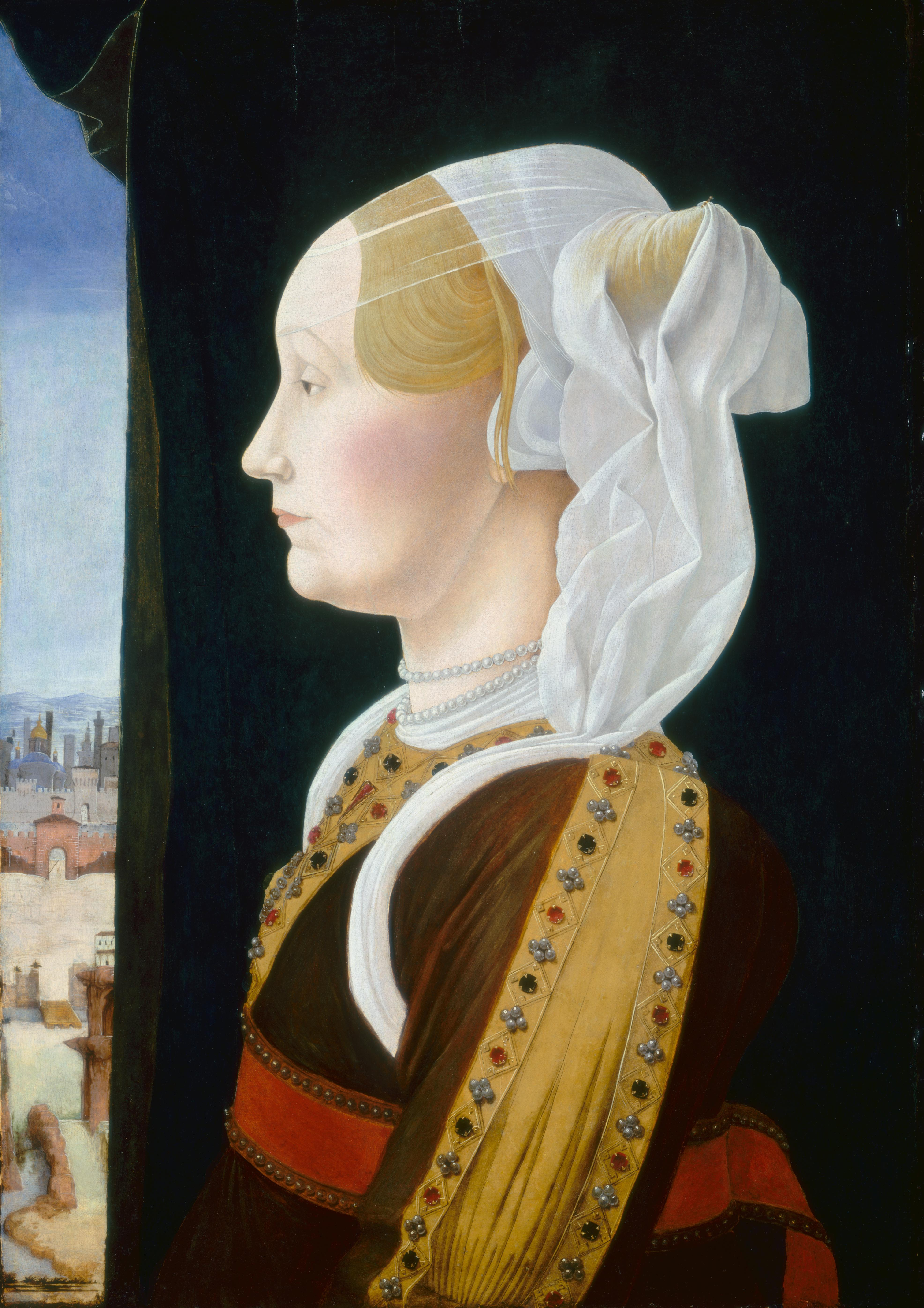
Ginevra Bentivoglio (c. 1480) National Gallery of Art, Washington, D.C.
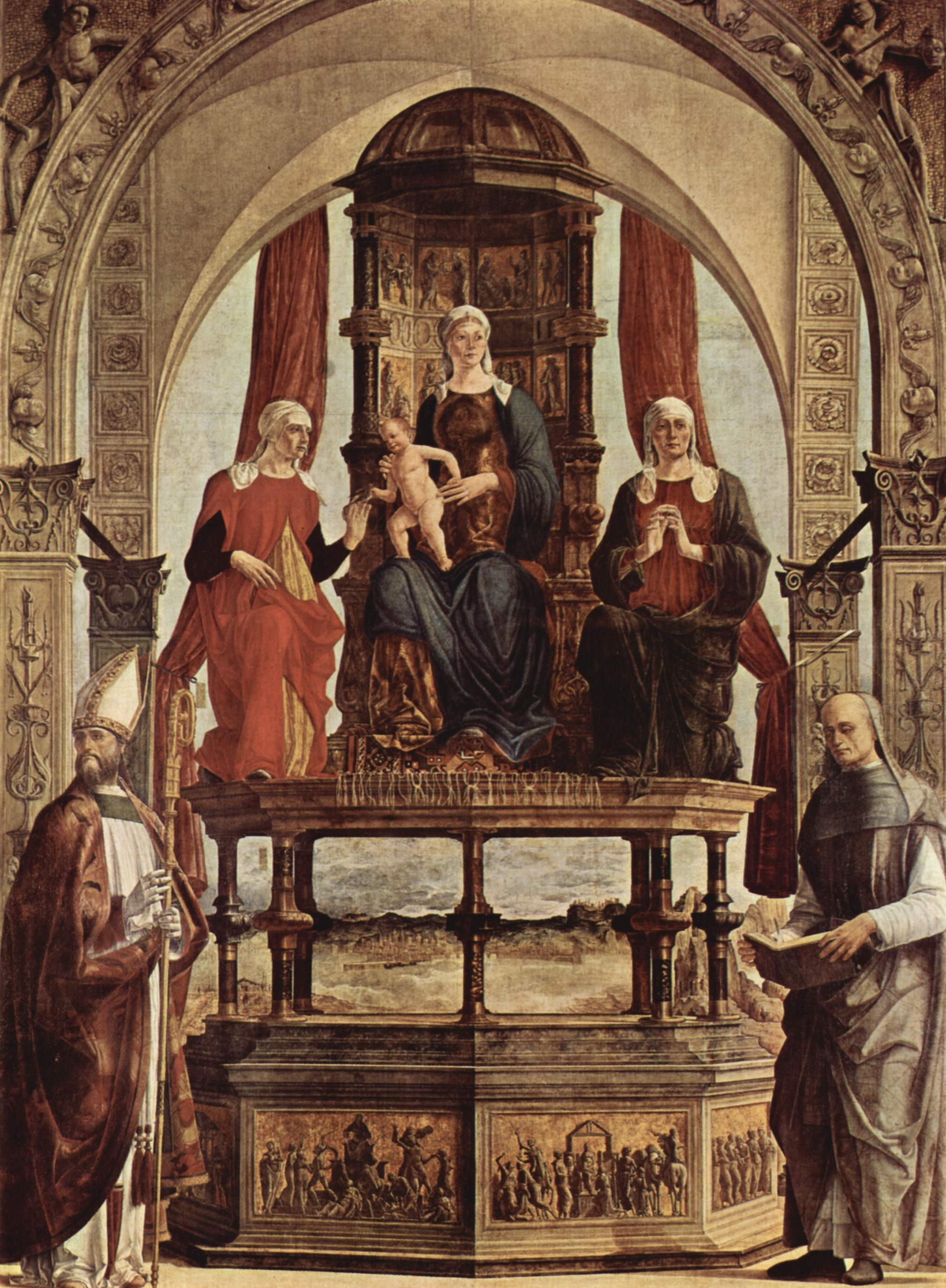
Madonna en Kind getroond met heiligen (c. 1480) nu in de Brera, Milan.
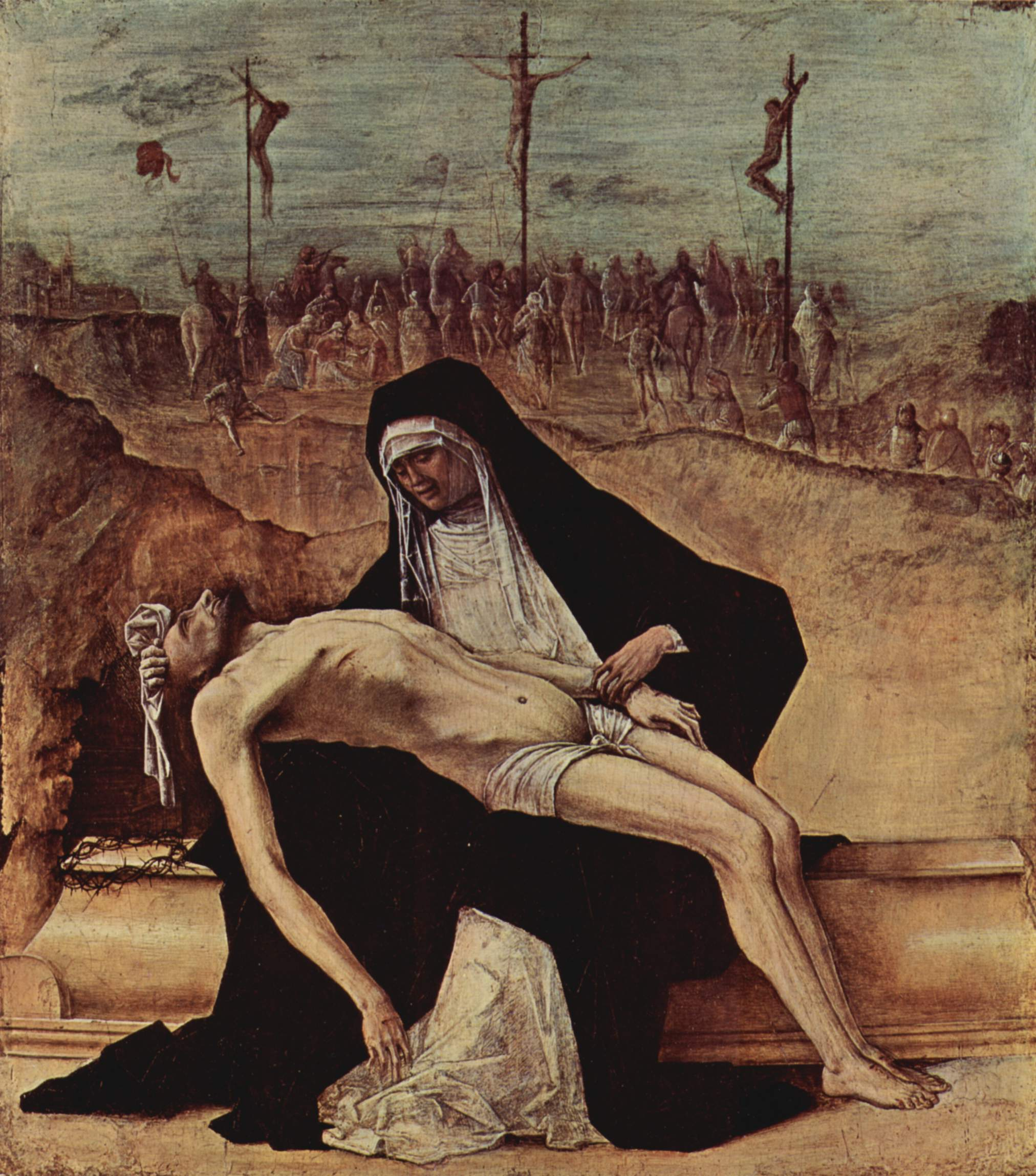
Pietà (c. 1495), nu in de Walker Art Gallery, Liverpool, UK.